# هني هارالد هانسن
هِني هارالد هانسن (بالدنماركية: Henny Harald Hansen)‏ (1318 - 1413 هـ / 1900 - 1993 م) هي مستشرقة دنماركية، متخصصة في مجال الكرديات.
ولدت في الدانمارك ودرست في كوبنهاگن. زارت كردستان لأول مرة عام 1377 هـ / 1957 م. توفيت في كوبنهاگن في 12 تشرين الأول 1993 م.

## آثارها
قامت بدراسات كثيرة عن الأكراد، وتحديدا عن المرأة الكردية. ومن مؤلفاتها:
- «بنات الله: بين النساء المسلمات في كردستان». وقد نشر بالدانماركية عام 1378 هـ / 1958 م، ثم ترجم إلى الإنگليزية ونشر في لندن عام 1380 هـ / 1960 م، وبلغات أخرى، منها الكردية (كجاني كرد. - بغداد، 1400 هـ / 1980 م).
- «حياة المرأة الكردية: بحث ميداني في مجتمع مسلم». - كوبنهاغن، 1381 هـ / 1961 م (باللغة الإنگليزية) وترجم إلى لغات كثيرة، منها الكردية (زياني آفرتي كرد. - بغداد، 1403 هـ / 1983 م).